# Fear is the Mindkiller
Albums de Fear Factory
Soul of a New Machine Demanufacture
Fear is the Mindkiller est un album de remixes de certains titres du premier album, Soul of a New Machine, du groupe américain de Metal industriel Fear Factory.
Cet album a été édité le 14 avril 1993 puis réédité le 5 octobre 2004 en version digipak  par le label Roadrunner Records.
Les titres ont été remixés par Rhys Fulber et Bill Leeb du groupe électro-industriel Front Line Assembly.

## Composition
- Burton C. Bell − chant
- Dino Cazares − Guitare
- Raymond Herrera − batterie

## Liste des titres
1. Martyr (Suffer Bastard Mix) – 7:14
2. Self Immolation (Vein Tap Mix) – 5:32
3. Scapegoat (Pigfuck Mix) – 4:37
4. Scumgrief (Deep Dub Trauma Mix) – 6:20
5. Self Immolation (Liquid Sky Mix) – 6:06
6. Self Immolation (LP Version) – 2:44